# Neeltje Andries
Neeltje Andries (geboren um 1527; begraben am 6. März 1603 in Schiedam) war eine niederländische Holzhändlerin, die 1593 vom Obersten Gerichtshof vom Vorwurf der Zauberei freigesprochen wurde.

## Leben
Neeltje Andries wurde um 1527 geboren, ein Geburtsdatum oder Geburtsort ist nicht bekannt. Sie betrieb mit ihrem ersten Mann Maarten Paulusz. (gest. 1593) einen Holzhandel in Schiedam. In Schiedam lebte sie seit etwa 1558. Im Jahr 1593 geriet sie erneut in einen Rechtsstreit, nachdem sie bereits fünf Jahre zuvor Schwierigkeiten gehabt hatte. Es gab seitdem über sie Gerüchte, sie sei eine Zauberin. Damals, im Jahr 1587, konnte sie sich „säubern“, indem sie sich selbst in Haft begab, damit andere die Gelegenheit hatten, eine Anklage gegen sie zu erheben. Da dies jedoch niemand machte, wurde sie offiziell freigesprochen. Die Stadträte erklärten sie für „rein, rein und frei von jeglichem Gerede über Zauberei“ und beschlossen, dass künftige Verleumder mit einer Geldstrafe belegt würden.

### Anklage
Dennoch wurde sie 1591 zusammen mit einer Reihe anderer Frauen von Melchior Willemsz gefangen genommen und von Van Welhoek, Gerichtsvollzieher von Schiedam, erneut offiziell angeklagt. Neeltje Andries wehrte sich zusammen mit der Mitverdächtigen Marytje Arendsdr. Sie ließ sich am 20. Februar 1591 erneut „säubern“, dieses Mal jedoch vor dem holländischen Gericht in Den Haag. Sie gingen dieses Risiko vermutlich aufgrund ihres eigentlich guten Rufs ein. Es waren etwa 42 Personen erschienen, die erklärt hatten, Neeltje und Marytje seien gute Nachbarinnen und ehrenhafte, tugendhafte Frauen. Es gäbe nichts Seltsames an ihnen und nichts über sie zu sagen. Zu dieser Personengruppe gehörten zwei ehemalige Bürgermeister, zwei Mitglieder des Schiedam-Rats und ein Waisenmeister. Dagegen stand den die Aussagen von neun Personen, die Neeltje und Marytje der Zauberei beschuldigten sowie zwei Geständnisse von zuvor verurteilten Frauen aus Schiedam, in denen sie der Zauberei beschuldigt worden waren. Die Angaben von Melchior van Welhoeks führten am 24. Februar 1592 dazu, dass Neeltje Andries zu einem verschärften Verhör, notfalls unter Folter, verurteilt wurde. Bevor jedoch noch das Urteil verkündet wurde, legte Neeltje Andries Berufung beim Hohen Rat der Niederlande, dem höchsten Gericht der Niederlande, ein. Dem wurde stattgegeben. Der Rat beschloss am 7. April, dass Folter nicht angewendet werden dürfe, und entschied, dass sie während des laufenden Verfahrens in Haft bleiben sollte. Der Rat prüfte die Fakten erneut und berief erneut eine Reihe von Zeugen. Ihre Aussagen sind teilweise dadurch überliefert, dass Adriaan de Grande im 18. Jahrhundert Kopien davon anfertigte.
Angeklagt wurde sie einer Reihe von Vergehen, so habe sie eine junge Frau in der Nachbarschaft krank gemacht, diese habe Fische, Nägel und Messer mit der Spitze nach oben erbrochen, „die mit keiner Hand herausgezogen werden konnten“. Bei einer mit Zwillingen schwangeren Frau habe sie eine Fehlgeburt verursacht. Sie habe für einen Schiffbruch und das Verschwinden von Hausrat gesorgt, nachdem Kapitän Willem Dircksz. sich geweigert hätte, sie auf dem Weg zum Hafen auf seinen Karren mitzunehmen. Sie habe ihm nachgerufen „Wenn du mich nicht mitfahren lässt, wird es schlecht für dich sein“ und sein Schiff habe danach Schiffbruch erlitten und die Besatzung sei auf See verloren gegangen. Weiter wurde von grausamen Geisterbildern berichtet, die jedoch aufhörten, nachdem Neeltje Andries zur Säuberung nach Den Haag aufgebrochen war. Sie soll in das Zimmer einer von ihr verhexten Person uriniert und mit anderen Frauen auf dem Jahrmarkt getanzt und gesungen haben: „Wir gehen heute Nacht nicht nach Hause / das Fass muss unten sein“. Aus dieser Aussage geht jedoch nicht klar hervor, was an diesem Lied teuflisch war. Zudem soll sie mit anderen der Hexerei verdächtigen Frauen mit Teufeln in männlicher Gestalt getanzt haben. Während dieses Tanzes konnten sie einander sehen, waren aber für andere Menschen unsichtbar. Letzteres war möglich durch die Kraft eines Krauts, das sie vom Teufel erhalten hatten.
Zu ihrer Verteidigung argumentierte Neeltje Andries, dass sie „eine Frau von Ehre war, die nie eines Verbrechens für schuldig befunden worden war, sondern sich im Gegenteil in ihrem Verhalten und ihren Gesprächen stets so verhalten hatte, wie es sich für eine Frau von Ehre gehörte“. Ihr Holzhandel wurde durch diese Inhaftierung stark geschädigt. Erschwerend kam hinzu, dass ihr Mann während ihrer Gefangenschaft, irgendwo zwischen September 1592 und März 1593, starb. Während ihrer Haft musste sie auch um den Erhalt ihres Erbes kämpfen, da der Gerichtsvollzieher mit der Beschlagnahmung drohte. Am 13. Juli 1593 entschied der Oberste Gerichtshof, dass Neeltje Andries von allen Anklagepunkten freigesprochen wurde. Die Kosten ihrer Gefangenschaft musste sie selbst tragen.

### Nach dem Prozess
Neeltje Andries kehrte nach Schiedam zurück. Sie heiratete 1599 den Witwer Floris Eewoudsz. van Colster: Am 1. Januar desselben Jahres wurde ihr Ehevertrag unterzeichnet. Er starb 1601 und wurde am 21. August 1601 in der Grote Kerk von Schiedam beigesetzt. Neeltje Andries starb anderthalb Jahre später und wurde am 6. März 1603 in derselben Kirche beigesetzt.

## Folgen des Freispruchs
Der Freispruch von Neeltje Andries und Marytje Arendsdr. war für die Rechtsprechung der Niederlande von großer Bedeutung. Seitdem ist es in Holland praktisch unmöglich, eine der Zauberei beschuldigte Frau strafrechtlich zu verfolgen. Vermutlich ist eine von ihnen die Frau, über die Jacob Cats schrieb: 

“Een vrouw van Schiedam, der pijnbank toegewezen/ Beriep haar op het Hof, en na een hard geding/ Zo was ’t dat zij de bank en alle straf ontging./ Ey ziet! Na dat het hof dit vonnis had gegeven,/ scheen alle toverij als uit het land verdreven”

„Eine Frau aus Schiedam wurde auf die Folterbank geschickt/ legte gegen sie Berufung beim Gericht ein und nach einem harten Prozess/ So kam es, dass sie der Richterbank und jeder Bestrafung entging./ Oh, schau! Nachdem das Gericht dieses Urteil gefällt hatte, schien jegliche Zauberei aus dem Land vertrieben worden zu sein“